# Фиала, Кевин
Ке́вин Фиала (чеш. Kevin Fiala; род. 22 июля 1996, Санкт-Галлен, Швейцария) — швейцарский хоккеист, левый нападающий клуба НХЛ «Лос-Анджелес Кингз». MVP чемпионата мира 2024 года.

## Юниорская карьера
Фиала участвовал на Международном турнире по хоккею с шайбой в Квебеке в 2011 году с командой Восточной Швейцарии.

## Клубная карьера

### Нэшвилл Предаторз

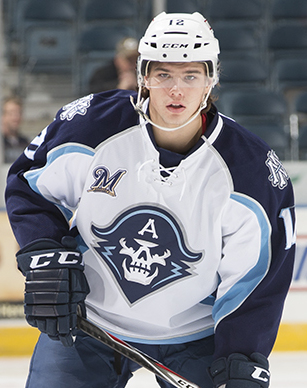
2015 год

Фиала был признан одним из лучших европейских проспектов на драфте НХЛ 2014 года, а многие скауты считали его в тройке лучших игроков. В конечном итоге он был выбран под 11-м номером клубом «Нэшвилл Предаторз». 15 июля 2014 года «Предаторз» подписали с ним трёхлетний контракт новичка.
Первоначально Фиала начал сезон 2014/15 с шведским клубом «ХВ71», набрав 14 очков в 20 играх, что было шестым по количеству очков среди всех юниоров в ШХЛ. Однако в январе он был переведён в фарм-клуб «Нэшвилла» в АХЛ — «Милуоки Эдмиралс». Он дебютировал в НХЛ в сезоне 24 марта 2015 года в игре против «Монреаль Канадиенс». Он также появился в одной игре плей-офф против «Чикаго Блэкхокс».
Швейцарец забил свой первый гол в НХЛ 14 января 2016 года вратарю Коннору Хеллебайку в матче против «Виннипег Джетс». Проведя большую часть сезона 2015/16 в «Милуоки», он завершил там сезон с 50 очками в 66 играх.
В сезоне 2016/17 Фиала стал игроком основы «хищников». В своём первом полном сезоне в НХЛ Фиала провёл 54 матча и набрал 16 очков, из которых 11 голов. Помимо этого провёл 22 встречи за «Эдмиралс» и набрал 19 очков. Во втором матче плей-офф Кубка Стэнли 2017 против «Чикаго» отметился заброшенной шайбой в ворота Кори Кроуфорда. В следующем матче забил победную шайбу в овертайме, увеличив до трёх побед преимущество «хищников» в серии. Через 2 дня «Предаторз» сенсационно для многих «всухую» обыграли «Блэкхокс» в серии со счётом 4:0. 26 апреля 2017 года, в первом матче второго раунда против «Сент-Луис Блюз», Фиала получил повреждение, врезавшись в борт после грязного удара Роберта Бортуццо. Он покинул лёд на носилках, из-за чего игра прервалась на 17 минут. Врачи диагностировали у хоккеиста перелом левой бедренной кости, в результате чего он выбыл до конца сезона. Сами «Предаторз» в этом сезоне смогли добраться до Финала Кубка Стэнли.
В сезоне 2017/18 провёл 80 матчей за «хищников», набрав 48 (23+25) очков. Подавляющую часть времени Фиала играл в звене с Кайлом Террисом и Крэйгом Смитом. Во втором матче второго раунда против «Виннипег Джетс» забросил победную шайбу, сравняв счёт в серии.
В сезоне 2018/19 провёл за «Предаторз» 64 встречи, набрав 32 (10+22) очка.

### Миннесота Уайлд
25 февраля 2019 года, в последний день дедлайна, был обменян в «Миннесоту Уайлд» на финского нападающего Микаэля Гранлунда. В оставшихся 19 встречах набрал 7 (3+4) очка. Первые голы за новую команду забросил в ворота своего бывшего клуба «Нэшвилла». 11 сентября продлил соглашение с «дикарями» на 2 года на общую сумму $ 6 млн.
В сезоне 2019/20 стал лучшим бомбардиром своей команды, набрав 54 очка. Также Кевин стал вторым снайпером после Зака Паризе, забив 23 гола. В марте 2020 года был признан лучшим игроком недели (с 24 февраля по 1 марта), набрав в четырёх матчах 9 (4+5) очков.
В сезоне 2020/21 стал вторым бомбардиром и снайпером «Миннесоты», пропустив вперёд лишь Кирилла Капризова. В апреле 2021 года Фиала оформил первый хет-трик в НХЛ в матче против «Колорадо Эвеланш», который завершился победой «дикарей» с разгромным счётом 8:3.
Сезон 2021/22 стал лучшим для Фиалы в плане статистики: в 82 матчах за «Уайлд» он набрал 85 очков (33+52). 22 апреля 2022 года сделал пять передач в игре против клуба «Сиэтл Кракен».
В чемпионатах НХЛ сыграл 419 матчей и набрал 283 очка (124+159). Входит в пятёрку самых результативных швейцарских хоккеистов в истории НХЛ. В чемпионатах Швеции сыграл 37 матчей (8+17), в плей-офф — 8 матчей (1+5).

### Лос-Анджелес Кингз
6 июля 2022 года Кевин Фиала подписал семилетний контракт на 55,125 миллиона долларов с «Лос-Анджелес Кингз» в четверг, через день после того, как он был приобретен в результате сделки с «Миннесота Уайлд». Его среднегодовая стоимость составляет 7,875 миллиона долларов.

## Международная карьера
В составе национальной сборной Швейцарии участник чемпионатов мира 2014 и 2015 (14 матчей, 1+4). В составе молодёжной сборной участник чемпионатов мира 2014 и 2015. В составе юниорской сборной Швейцарии участник чемпионата мира 2014. На ЧМ-2018 стал обладателем серебряной медали.
На чемпионате мира 2024 года набрал 13 очков (7+6) в 8 матчах и был признан самым ценным игроком турнира, лучшим нападающим и был включён в символическую сборную. Команда Швейцарии проиграла Чехии в финале (0:2).

## Личная жизнь
Фиала по происхождению является чехом. Его отец Ян играл в профессиональный хоккей в низшей лиге Швейцарии. После завершения игровой карьеры Ян занялся тренерской работой и был одним из первых тренеров Фиалы.
Владеет пятью языками: чешским, английским, французским, немецким и шведским. Воспитанник хоккейной школы ХК «Уцвиль».